# Bartolomeo Commazio
Bartolomeo Commazio da Bologna (ur. ok. 1439, Bolonii, zm. 4 sierpnia 1485 w Perugii) – włoski duchowny katolicki, dominikanin, 34. generał tego zakonu, inkwizytor.
Pochodził z Bolonii i wstąpił do zakonu dominikanów w miejscowym konwencie św. Dominika w dniu 16 stycznia 1456. Śluby zakonne złożył 12 marca 1457, święcenia subdiakonatu otrzymał 25 lutego 1458, a diakonatu 29 marca 1460. Należał do Kongregacji Lombardzkiej, reprezentującej zreformowane, obserwanckie skrzydło zakonu dominikanów. W 1465 był studentem bolońskiego studium generalnego i następnie przez wiele lat był związany z tym studium. W latach 1469–1470 pełnił tam funkcję mistrza studiów, następnie bakałarza biblijnego (1470–1471) i bakałarza Sentencji (1472–1475). 1 października 1476 otrzymał uzyskał tytuł Mistrza (Magistra) Teologii na uniwersytecie bolońskim. Dwukrotnie (1476–1477 i 1479–1480) sprawował funkcję przeora konwentu św. Dominika w Bolonii, a w latach 1477–1479 był wikariuszem generalnym Kongregacji Lombardzkiej. 7 czerwca 1478 papież Sykstus IV mianował go inkwizytorem Bolonii, udzielając jednocześnie dyspensy z powodu nieukończenia jeszcze 40. roku życia. W 1481  kapituła generalna zakonu obradująca w Rzymie mianowała go na stanowisko regenta bolońskiego studium generalnego na trzyletnią kadencję (1481–1484). W 1484 został wybrany generałem zakonu dominikanów i sprawował tę funkcję aż do śmierci.